# 諜影迷情
《諜影迷情》（英語：Covert Affairs）是USA Network電視台所播出的電視劇，由派珀·佩拉博和克里斯托弗·高哈姆主演，目前已經播出了第五季。第六季USA電視臺不續訂，本劇已完結。該劇講述Annie Walker(Piper Perabo飾)是一名尚在訓練中的初級間諜，最近突然被中央情報局提拔為外勤特工。她出眾的外語能力或許是上司看重的一個原因，但那不是最主要的－－－她的上司似乎對她的前男友更感興趣。Christopher Gorham扮演一個為中央情報局效命的情報特工，他在一次任務中失去了雙眼的視力。

## 外部連結
- 官方网站
- 互联网电影数据库（IMDb）上《諜影迷情》的资料（英文）